# حافظ به سعی سایه
حافظ به سعی سایه یکی از تصحیح‌های مهم دیوان حافظ به‌اهتمام هوشنگ ابتهاج است که در سال ۱۳۷۳ منتشر شد.

## پیشینه
ابتهاج در سال ۱۳۶۳ کار تدوین دیوان حافظ را آغاز کرد و در سال ۱۳۶۶، در حال انجام کار تصحیح، به آلمان رفت و در شهر کلن اقامت گزید.
قرار بود طرح جلد این کتاب با عکسی از ناصر تقوایی از یک قالی طراحی شود، که در نهایت چنین نشد.

## نقد
. . . آقای ابتهاج سال‌های فراوانی از عمر پرثمر خویش را صرف این فعالیت فرهنگی کرده‌اند. این صرف عمر و این دقت و امانت را در یک تلاش فرهنگی وجدان حرفه‌ای می‌نامند.

احمدرضا احمدی، ۱۳۸۰
بهاءالدین خرمشاهی در مقاله‌ای تحت‌عنوان «آفتابی در میان سایه‌ای» به نقد این کتاب پرداخته و تصحیح سایه را حسن ختام تصحیح‌های دیوان حافظ می‌نامد.
محمدجعفر محجوب، سید محمد راستگو و حسن گل محمدی هم مقالاتی در نقد این کتاب منتشر کرده‌اند.

## جوایز
این کتاب در مراسم کتاب سال جمهوری اسلامی ایران به‌عنوان کتاب شایسته تقدیر معرفی شد.